# IC 4348
IC 4348 је елиптична галаксија у сазвјежђу Волар која се налази на листи објеката дубоког неба у Индекс каталогу.
Деклинација објекта је + 25° 12' 13" а ректасцензија 13h 55m 45,0s. Привидна величина (магнитуда) објекта IC 4348 износи 14,8 а фотографска магнитуда 15,8. IC 4348 је још познат и под ознакама MCG 4-33-30, CGCG 132-50, NPM1G +25.0336, PGC 49531.